# Honor C. Appleton
Honor Charlotte Appleton fue una ilustradora inglesa que vivió entre 1879 y 1951. Su obra estuvo influenciada por las delicadas acuarelas de Kate Greenaway y por el uso que Heath Robinson y Rackham hacían de la línea y los espacios en blanco. Llegó a ilustrar más de 150 libros, casi todos de literatura infantil.

## Biografía
Honor Charlotte Appleton nació en Brighton, Inglaterra, el 4 de febrero de 1879. Empezó su carrera ilustradora como estudiante en la Escuela de Arte de Kensington, y también asistió a la Escuela de Pintura Animal de Frank Calderón y las Escuelas de la Royal Academy. Esta formación permitió a Appleton desarrollar un estilo de acuarela distintivo y delicado. En 1890 realizó su primer trabajo, una edición del cuento de Hans Christian Andersen "The Snow Queen" que distribuyó entre sus familiares y amigos. Al final de su primer año en la Royal Academy, publicó The Bad Mrs Ginger (1902), un libro ilustrado que pondría su nombre en el panorama artístico del momento. Influenciada por ilustradores contemporáneos como Arthur Rackham , Heath Robinson, Kate Greenaway y Jessie Willcox Smith , Appleton ilustró más de ciento cincuenta libros durante el curso de su carrera. La más conocida de sus primeras ilustraciones fue para la serie 'Josephine' (libros sobre una familia de muñecas y sus hazañas).La primera "gran ruptura" de Appleton en el mundo de la ilustración vino con sus dibujos para las Canciones de la Inocencia (1910) de Guillermo Blake, que cimentó su reputación como ilustrador de primera clase. En la misma línea ilustró los cuentos de hadas de Charles Perrault (1919), y las historias recogidas de Hans Christian Andersen (1922). A medida que avanzaban los años treinta y cuarenta, Appleton se alejaba de los temas de la guardería, para poder concentrarse más en los clásicos de la literatura. Trabajó en gran parte para 'George G. Harrap and Company' (un difunto editor de libros especializados, con sede en Londres y Bombay) durante este tiempo.
Appleton permneció cerca de Brighton toda su vida, pasando la mayor parte de su vida en Hove y murió el 31 de diciembre de 1951. En este punto su trabajo era tan conocido y apreciado, que fue el tema de un espectáculo conmemorativo sostenido en la biblioteca pública de Hove, en 1952. Sus acuarelas también fueron expuestas en la "Royal Academy" durante su vida.
En 2004 su obra 'Magical daydreams of Christmas' fue subastada y vendida por 7.379 dólares.